# Joe Cottonwood
Joe Cottonwood (19 agosto 1947) è uno scrittore statunitense di narrativa e poesia.
Vive a La Honda, in California. I suoi romanzi includono Famous Potatoes (1978), Clear Heart (2009),Quake! (1995) e The San Puerco Trilogy (1990-1996).

## Biografia e carriera
Cottonwood è cresciuto a Bethesda, nel Maryland. Sua madre e suo padre erano entrambi scienziati.
Nel 1970 si è laureato in lettere alla Washington University di St. Louis.
Il primo successo di Cottonwood è stato il romanzo Famous Potatoes, pubblicato nel 1978. L'opera, secondo quanto dichiarato dall'autore, nasce dall'insieme di esperienze accumulate durante un lungo viaggio in autostop negli Stati Uniti.
I romanzi di Cottonwood dedicati ai più giovani sono stati elogiati sia dagli educatori per tono e contenuto, sia dai lettori per trama e personaggi: Quake! sul terremoto delle World Series del 1989; La trilogia di romanzi di San Puerco, storia di tre ragazzi nella piccola città di San Puerco, in California; e il più recente, Four Dog Riot, pubblicato nel 2011.
Il suo romanzo più recente per lettori adulti è Clear Heart.

## Opere

### Romanzi per bambini e giovani adulti
The Adventures of Boone Barnaby  (The San Puerco Trilogy) (Scholastic, 1990) 
Danny Ain't  (The San Puerco Trilogy) (Scholastic 1992) 
Quake!  (Scholastic 1995) 
Babcock  (The San Puerco Trilogy) (Scholastic 1996) 
Four Dog Riot (ebook, 2011) 

### Romanzi per adulti
The Naked Computer (Black Dragon Books 1974) 
Famous Potatoes (No Dead Lines Press 1978) 
Famous Potatoes  (Delacorte/Seymour Lawrence 1979) 
Frank City (Goodbye) (Delacorte / Seymour Lawrence 1981) 
Clear Heart  (audiolibro:  Podiobooks.com 2007, winner of the 2008 Founders Choice Award; BookSurge Publishing 2008). 

### Libri di poesie
Son of a Poet (John Daniel 1986). 

### Traduzioni italiane
Le famose patate, Mattioli 1885, Fidenza 2019 traduzione di Francesco Franconeri ISBN 978-88-6261-706-2